# Posłonek apeniński
Posłonek apeniński (Helianthemum apenninum (L.) Mill – gatunek rośliny z rodziny czystkowatych (Cistaceae). Na naturalnych stanowiskach rośnie w Europie Zachodniej i Południowej (Anglia, Portugalia, Hiszpania, Francja, Albania, Grecja, Belgia, Niemcy).  Jest uprawiany w wielu krajach świata. Przez krzyżowanie tego gatunku z posłonkiem rozesłanym (Helianthemum nummularium) ogrodnicy otrzymali wiele kultywarów określanych nazwą posłonek ogrodowy (Helianthemum ×hybridum)

## Morfologia

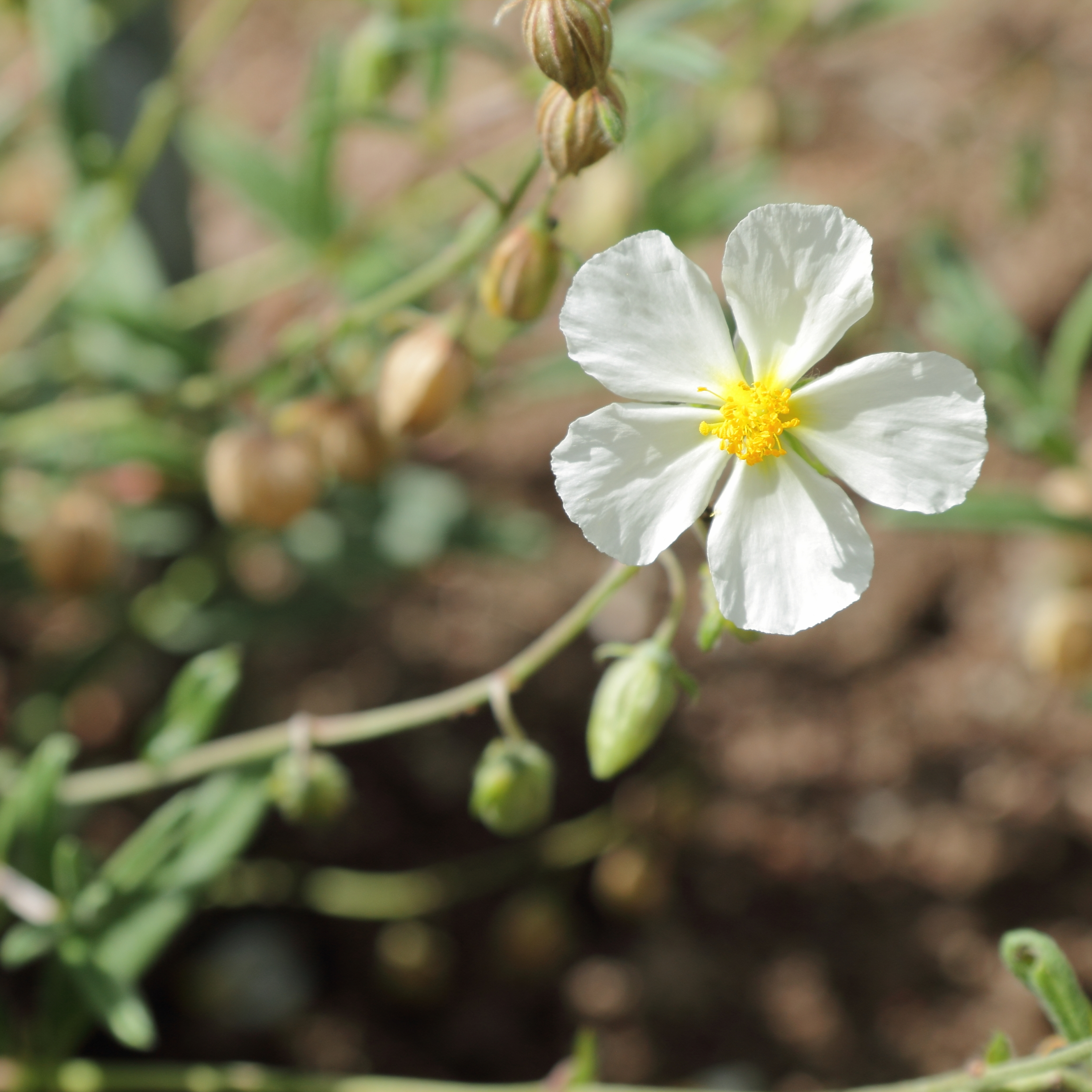
Kwiat

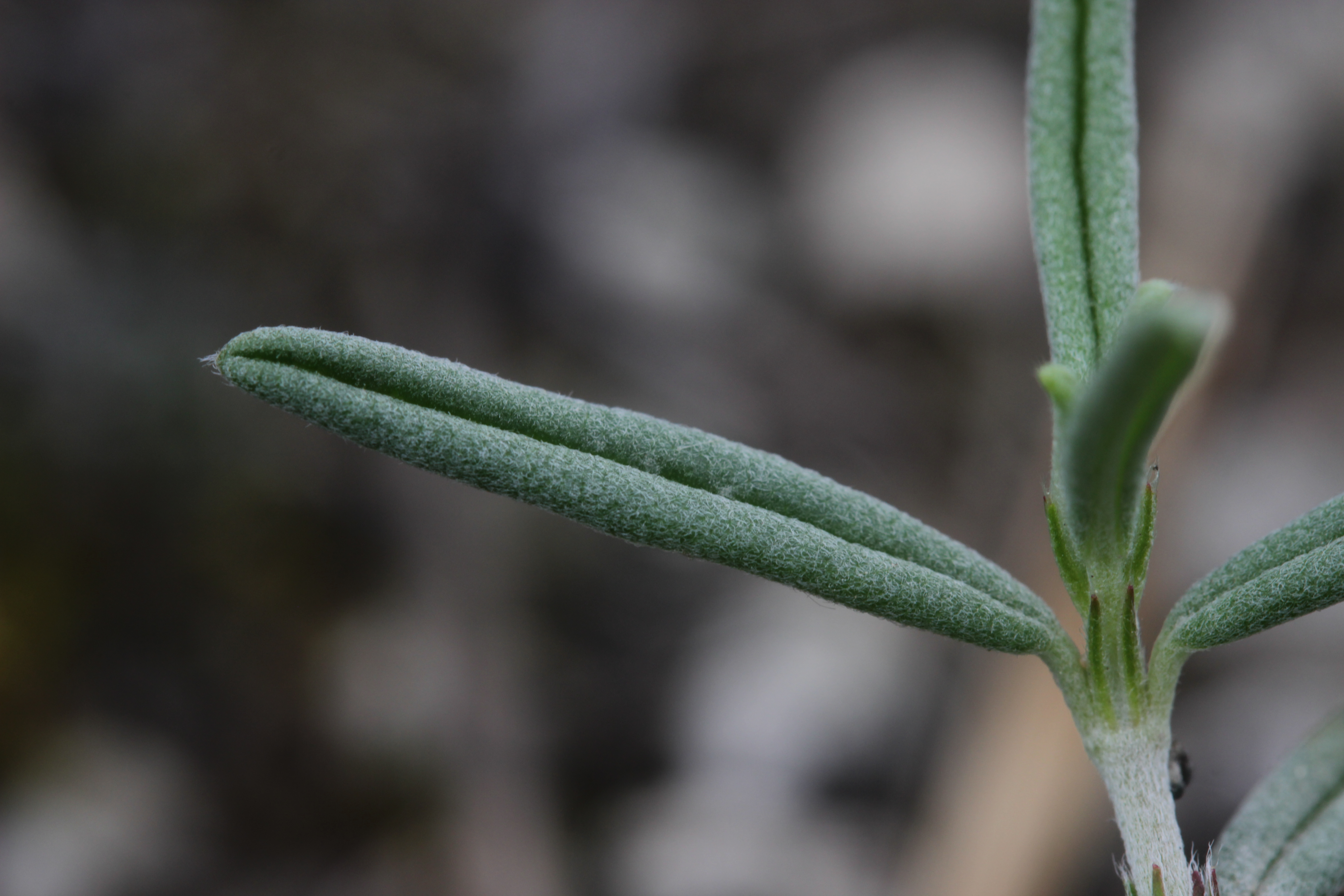
Liść

Wiecznie zielony, niski krzew osiągający  wysokość i szerokość do 45 cm. Liście lancetowate, szarozielone, omszone. Kwiaty o średnicy ok. 2,5 cm, białe, z żółtym środkiem.  

## Zastosowanie i uprawa
Jest uprawiany w ogrodach jako roślina ozdobna. Nadaje się na rabaty, skarpy i do ogrodów skalnych. Preferuje stanowisko słoneczne. Jest wytrzymały na suszę. Strefy mrozoodporności 6-10. Mróz znosi dobrze, jednak źle znosi zimne wiatry i dlatego nadziemne części roślin trzeba na zimę okryć. Jeśli nawet pędy przemarzną, to odrastają z korzeni. Rozmnaża się przez nasiona lub sadzonki pędowe.